# Бератський замок
Бератська фортеця (алб. Kalaja e Beratit) — фортеця з видом на місто Берат в Албанії. Фортеця датується XIII століттям та містить багато Візантійських церков та Османських мечетей. Вона збудована на скелястому пагорбі на лівому березі річки Осум. Вхід до фортеці можливий лише з півдня. Розташована на висоті 214 метрів.

## Історія
Після спалення римлянами у 200 році до н. е., у V столітті стіни були посилені за правління візантійського імператора Феодосія II, та були відновленні у VI столітті за правління імператора Юстиніана I й відновлені повторно за правління засновника Епірського деспотату, Михаїла I Комнін Дуки, кузена візантійського імператора. У середині XIV століття фортеця була під владою Йована (Іоанна) Комнина Асеня. Головний вхід (з північного боку) укріплений захищеним двором. Також є три менших входи.
Не дивлячись на значні пошкодження, Бератська фортеця досі являє собою чудове видовище. Площа, яку охоплює фортеця, дала змогу розмістити значну частину жителів міста. Споруди, що побудовані у XIII столітті всередині фортеці, зберігаються як культурні пам'ятки завдяки їх характерній архітектурі. Населення фортеці було християнським та мало приблизно 20 церков (більшість з яких була збудована у XIII столітті) та лише одну мечеть для використання турецьким гарнізоном (від неї вціліло лише кілька руїн та основа мінарету). З часом, церкви фортеці були пошкоджені, збереглись лише деякі з них.
Бератська фортеця зображена на звороті монети у 10 лек 1996 та 2000 року.

## Галерея

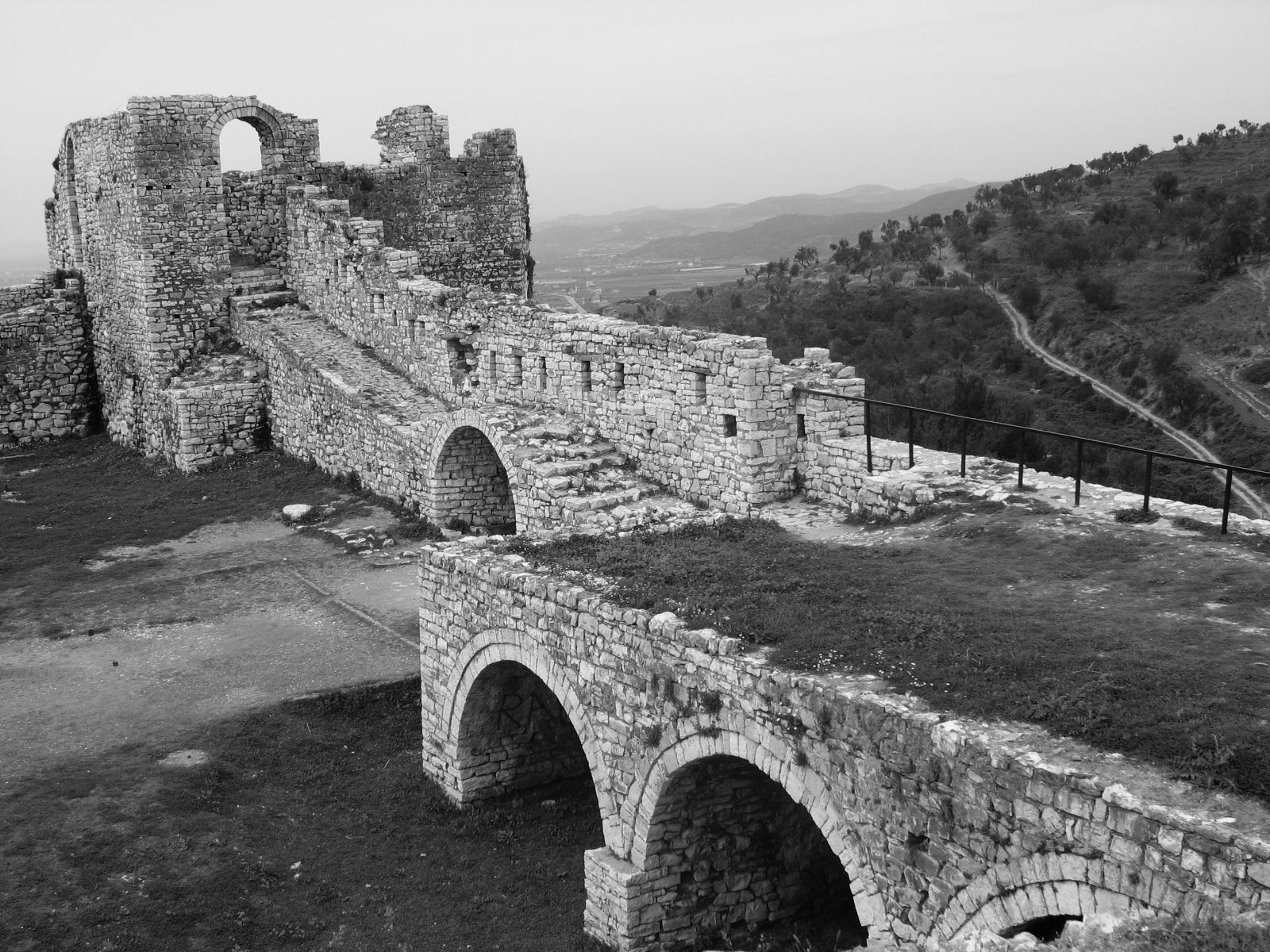
Бератська фортеця
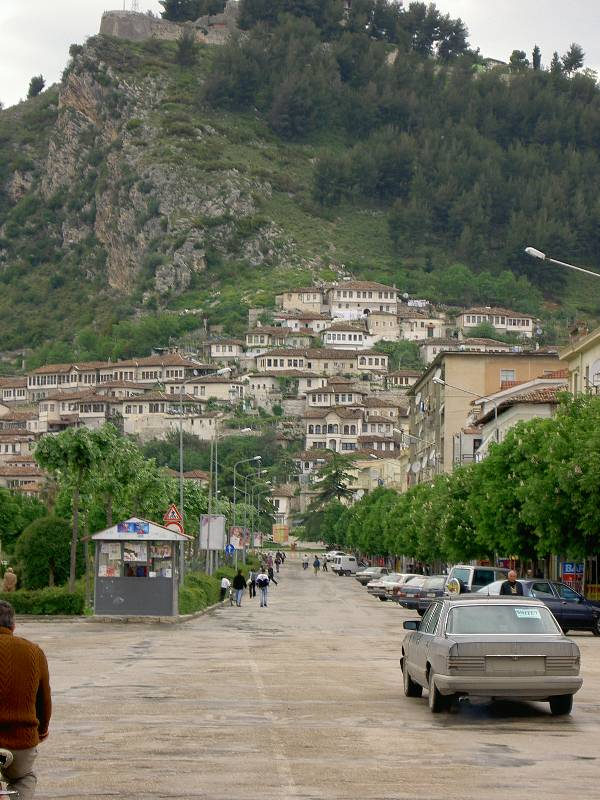
Бератська фортеця (фото на вершині пагорба)